# Lutz Eigendorf
Lutz Eigendorf (* 16. Juli 1956 in Brandenburg an der Havel; † 7. März 1983 in Braunschweig) war ein deutscher Fußballspieler. Der Defensivspieler, der sechs Länderspiele für die DDR-Nationalmannschaft bestritten hatte, flüchtete im Frühjahr 1979 in die Bundesrepublik Deutschland. Vier Jahre später kam Eigendorf bei einem Verkehrsunfall ums Leben. Obwohl Beweise hierfür fehlen, nährten die nicht restlos geklärten Umstände des Unfalls den Verdacht, Eigendorf sei vom Ministerium für Staatssicherheit (MfS) ermordet worden.

## Kindheit und Jugend

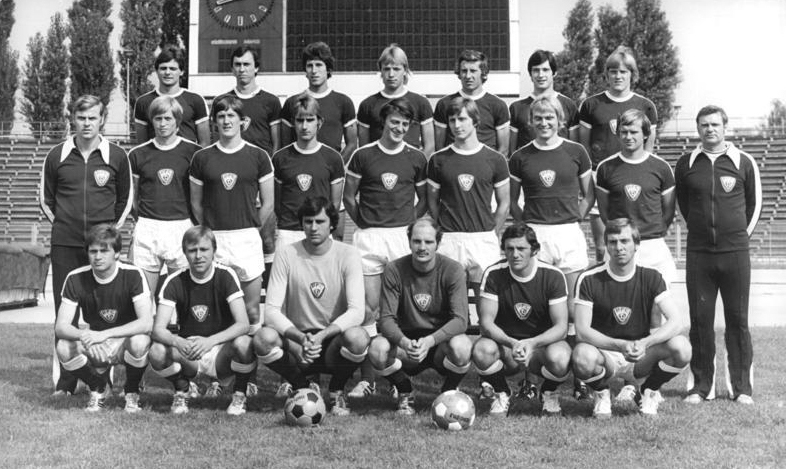
Eigendorf (hinten, 1. v. l.) auf dem Mannschaftsfoto des BFC Dynamo (1978)

Der 1956 als einziges Kind seiner Eltern Ingeburg und Jörg in Brandenburg an der Havel geborene Eigendorf war ab 1963 Mitglied des Deutschen Turn- und Sportbundes. Wie in der DDR üblich, gehörte Eigendorf zunächst der Pionierorganisation, später der Freien Deutschen Jugend (FDJ) sowie der Gesellschaft für Deutsch-Sowjetische Freundschaft (DSF) an. Im Jahre 1973 trat er dem Freien Deutschen Gewerkschaftsbund (FDGB) bei, 1978 folgte der Antrag auf Aufnahme in die Sozialistische Einheitspartei Deutschlands (SED).

## Karriere im DDR-Fußball
Mit dem Fußballspielen begann er 1964 bei der BSG Motor Süd Brandenburg. Seine ersten Übungsleiter dort waren Lothar Simon und Helmut Marx.
Von 1970 bis 1973 besuchte Lutz Eigendorf die Kinder- und Jugendsportschule „Werner Seelenbinder“ in Ost-Berlin und wechselte im August 1970 in die Nachwuchsabteilung des späteren DDR-Rekordmeisters BFC Dynamo. Eine 1973 begonnene Ausbildung zum Elektromonteur beim VEB Transformatorenwerk „Karl Liebknecht“ Berlin brach er zugunsten seiner sportlichen Karriere ab. Stattdessen war er als Zivilbeschäftigter der Volkspolizei beim BFC tätig und leistete seinen Wehrdienst beim Wachregiment Feliks Dzierzynski des Ministeriums für Staatssicherheit ab.
Kurz nach dem Start der Saison 1974/75 gelang dem damals 18-jährigen Juniorenauswahlspieler der Sprung in die Oberligamannschaft des BFC. In dieser kam Eigendorf am 5. Spieltag gegen die BSG Sachsenring Zwickau zu seinem ersten Einsatz und fehlte ab diesem Zeitpunkt bis zum Saisonende nur in einer weiteren Partie.
Insgesamt bestritt Eigendorf, „kleiner Franz“ genannt, für den Ost-Berliner Fußballclub 100 Oberligaspiele, in denen er sieben Tore erzielte. Seinen letzten Einsatz in der DDR-Oberliga hatte er am 17. März 1979 beim 10:0-Kantersieg des BFC, zu dem er ein Tor beisteuerte, gegen seinen damaligen Debütgegner aus Zwickau.
International trat er viermal für den BFC im UEFA Cup an, schied aber 1976/77 und 1978/79 jeweils in der 1. Runde aus. Besonders dramatisch war das Ausscheiden im September 1978, als der BFC das Hinspiel gegen den FK Roter Stern Belgrad in Ost-Berlin mit 5:2 gewann, sich im Rückspiel in Belgrad aber durch ein Eigentor von Reinhard Lauck in der 90. Minute mit 1:4 geschlagen geben musste.

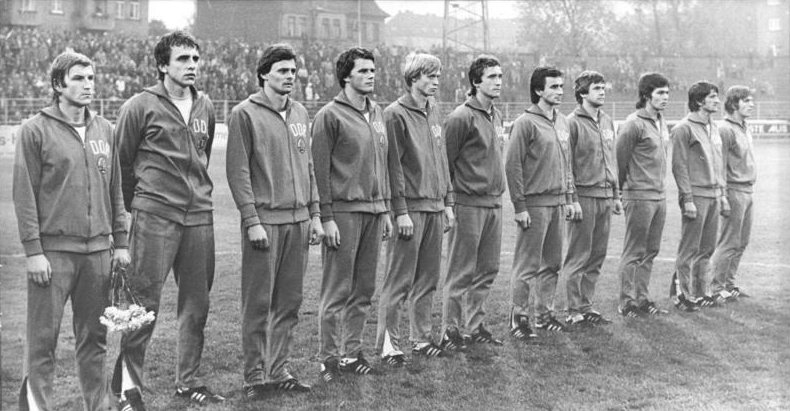
Eigendorf (3. v. l.) beim 3:1-Sieg der DDR im EM-Qualifikationsspiel gegen Island (1978)

Im Mai 1974 wurde er für den Kader der DDR-U-18 zum UEFA-Juniorenturnier, der inoffiziellen Europameisterschaft dieser Altersklasse, in Schweden nominiert. Mit der Nachwuchsauswahl der DDR nahm Eigendorf unter anderem an der ersten U-21-EM 1978 teil und gewann mit der DDR-Auswahl nach den verlorenen Finalspielen Silber hinter Jugoslawien.
Am 30. August 1978 debütierte er beim 2:2-Unentschieden gegen Bulgarien in der DDR-Nationalmannschaft und erzielte per Kopf beide Tore für die DDR-Auswahl. Auch in seinem zweiten Länderspiel am 6. September 1978 beim 2:1-Sieg gegen die Auswahl der ČSSR war Eigendorf mit einem Tor erfolgreich. Insgesamt bestritt er sechs Länderspiele für die DDR, davon letztmals am 11. Februar 1979 beim 1:2 der DDR-Auswahl gegen den Irak in Bagdad.

## Flucht und Karriere in der Bundesrepublik Deutschland
Am 20. März 1979 bestritt der BFC Dynamo ein Freundschaftsspiel beim 1. FC Kaiserslautern. Eigendorf nutzte am Folgetag einen Stadtbummel in Gießen (damals die erste Anlaufstelle für DDR-Flüchtlinge in der Bundesrepublik Deutschland), um sich von der Mannschaft abzusetzen. Er kehrte mit dem Taxi nach Kaiserslautern zurück, wo er sich als Spieler anwerben lassen wollte. Die ersten Tage verbrachte er unter falschem Namen in einer Pension in Trippstadt, ehe ihn der FCK-Geschäftsführer Norbert Thines in seine private Wohnung aufnahm.
In den staatlich kontrollierten Medien der DDR wurde Eigendorfs Flucht kaum thematisiert. So berichtete das Neue Deutschland von seinem Verschwinden lediglich in einer Kurzmeldung unter dem Titel „Gekauft und verraten“. Fotos und Souvenirartikel mit Eigendorfs Namen oder Konterfei wurden vernichtet. Das Fehlen Eigendorfs blieb jedoch beim DDR-Publikum nicht unbemerkt. So provozierten Fußballfans bei Auswärtsspielen den wegen seiner Privilegierung unbeliebten Berliner Verein mehrfach mit der Frage „Wo ist denn der Eigendorf?“ Die Flucht Eigendorfs, der als politisch zuverlässig gegolten hatte, traf die DDR-Sportfunktionäre unter Manfred Ewald und das Ministerium für Staatssicherheit überraschend. Aus Angst vor Nachahmern wurden die ideologische Überprüfung der Spieler intensiviert und vereinzelt Spiele im „nichtsozialistischen Wirtschaftsgebiet“ abgesagt. Bei Auswärtsspielen des BFC Dynamo skandierten die gegnerischen Fans in Anwesenheit von Stasi-Chef Mielke: „Willst du in den Westen türmen, musst du bei Dynamo stürmen“. In Folge seiner Flucht geriet Eigendorf ins Visier der Stasi und wurde im Rahmen der Operativen Vorgänge „Rose“ und „Verräter“ von diversen Abteilungen des MfS mit bis zu 50 Hauptamtlichen und 20 Inoffiziellen Mitarbeitern (IM) des MfS bearbeitet. Auch seine in Ost-Berlin verbliebene Ehefrau Gabriele wurde mit der 1976 geborenen Tochter unter ständige Beobachtung der Stasi gestellt und von ihm isoliert, um eine „Einflussnahme des Verräters Eigendorf, Lutz auf seine Ehefrau hinsichtlich der Aufrechterhaltung der Ehe“ zu verhindern. Zugleich drohte man, ihr die gemeinsame Tochter wegzunehmen. Anwälte, die ebenfalls für das MfS arbeiteten, leiteten ein schnelles Scheidungsverfahren ein, welches am 7. Juli 1979 vollzogen wurde. Gabriele Eigendorf heiratete erneut und bekam ein weiteres Kind. Wie sich später herausstellte, war der Mann ein „Romeo“-Agent des MfS, der ein Liebesverhältnis aufbauen, sie auf diese Weise bespitzeln und auf eine Trennung von Eigendorf hinwirken sollte. Auch Eigendorf heiratete 1982 erneut; aus der Ehe mit seiner zweiten Frau Josephine ging 1983 ein Sohn hervor.
Nachdem Versuche gescheitert waren, Eigendorf mit Hilfe seiner Familie und dem Angebot einer Amnestie zu einer Rückkehr in die DDR zu überreden, erließ das Stadtbezirksgericht Berlin-Mitte am 4. April 1979 Haftbefehl gegen Eigendorf wegen „ungesetzlichen Grenzübertritts“. Noch am Tag seiner Flucht beantragte der DDR-Fußballverband zudem eine zweijährige Sperre Eigendorfs. Wegen des Vereinswechsels wurde Eigendorf vom Fußball-Weltverband FIFA jedoch nur für ein Jahr gesperrt. Ab April 1979 arbeitete er zunächst als Teilzeitkraft bei der Geschäftsstelle des FCK, ehe er im Juli 1979 den B-Trainerschein erwarb und fortan das Training der FCK-Jugendmannschaft leitete. Am 15. September 1979 unterschrieb er in Kaiserslautern einen bis Dezember 1982 gültigen Profivertrag mit einem Jahresgehalt von 100.000 D-Mark. Sein erstes Bundesligaspiel absolvierte er am 11. April 1980 beim 4:1 gegen den VfL Bochum; sein erstes Bundesligator erzielte er am 26. April beim 2:0-Erfolg des FCK gegen den 1. FC Köln. Insgesamt bestritt er für Kaiserslautern 53 Liga- und vier Pokalspiele und erzielte hierbei sieben Tore. Zudem lief er zehnmal für den 1. FC Kaiserslautern im UEFA-Pokal auf und erreichte hier mit dem FCK in der Saison 1981/82 das Halbfinale. Zu den Auswärtsspielen bei Akademik Sofia und Spartak Moskau durfte Eigendorf aus Sicherheitsgründen nicht mitreisen.
Im Juni 1982 wechselte er für die Ablösesumme von 400.000 D-Mark zu Eintracht Braunschweig und zog hierfür von Kaiserslautern nach Grassel. In Folge einer Operation an der linken Achillessehne konnte er erstmals am 14. Spieltag für seinen neuen Verein auflaufen. Insgesamt bestritt er acht Liga- und ein Pokalspiel für Eintracht Braunschweig. Seine einzigen Tore für Eintracht Braunschweig schoss er beide per Foulelfmeter am 29. Januar 1983 im Spiel gegen Arminia Bielefeld. Kurz zuvor hatte Eigendorf, der in seiner Freizeit auch Tennis spielte, eine Fluglizenz für Motorflugzeuge erworben.

## Tod

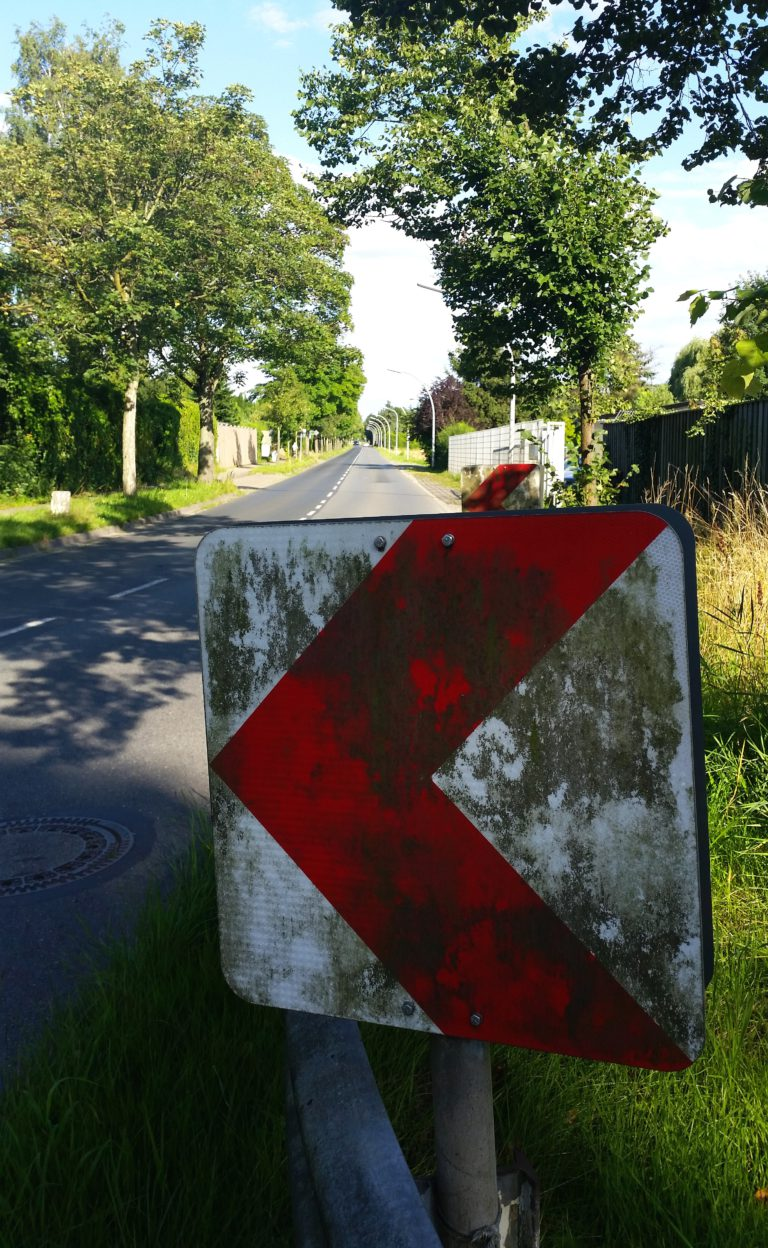
Die Unfallstelle im Braunschweiger Stadtteil Querum.

Nach dem Heimspiel seiner Mannschaft am 5. März 1983 gegen den VfL Bochum, das er nur von der Ersatzbank aus verfolgt hatte, besuchte Eigendorf bis etwa 22 Uhr seine Braunschweiger Stammkneipe „Cockpit“ im Stadtteil Querum. Auf dem Heimweg kam er gegen 23 Uhr mit seinem Sportwagen Alfa Romeo GTV 6 auf nasser Fahrbahn im Braunschweiger Stadtteil Querum von der Straße ab, prallte unangeschnallt mit dem Fahrzeug gegen einen Baum und zog sich hierbei schwere Kopf- und Brustverletzungen zu. Zwei Tage später starb er im Unfallkrankenhaus an den Folgen seiner schweren Verletzungen. Die Analyse einer Blutprobe ergab einen Blutalkoholgehalt von 2,2 Promille. Am 17. März 1983 wurde er auf dem Hauptfriedhof von Kaiserslautern beigesetzt. Seine Eltern erhielten für die Beerdigung eine Reiseerlaubnis und kehrten anschließend nicht in die DDR zurück. Anlässlich des 40. Todestages wurde im März 2023 am Unfallort eine Gedenktafel aufgestellt.

### Vermutete Rolle des MfS beim Unfall
Eigendorf war schon während seiner Zeit im DDR-Sport vom Ministerium für Staatssicherheit intensiv ausgespäht worden und blieb auch nach seiner Flucht im Visier der Stasi. In den zugehörigen IM-Unterlagen finden sich mehrseitige Beschreibungen seiner täglichen Fahrtstrecken, seines Fahrverhaltens sowie „Regelmäßigkeiten im Tagesablauf“. Nicht zuletzt auch weil sich Eigendorf wenige Tage vor seinem tödlichen Unfall im ARD-Magazin Kontraste kritisch zur Lage des DDR-Fußballs geäußert hatte, gab es den Verdacht, dass das MfS in den Vorfall verwickelt gewesen sei. So wurde unter anderem vermutet, Eigendorfs Wagen sei beschossen worden, die Bremsen des Wagens seien manipuliert gewesen oder ein Kontaktgift auf die Tür des Wagens aufgetragen worden. Ein Kfz-Sachverständiger, der den Unfallwagen untersuchte, fand keine entsprechenden Anhaltspunkte. Jedoch wurde das Fahrzeug keiner kriminaltechnischen Untersuchung unterzogen. Eine Obduktion des Leichnams oder eine spätere Exhumierung zwecks Untersuchung auf eventuelle Giftstoffe wurde ebenso nicht vorgenommen.
Der nach dem Unfall bei Eigendorf ermittelte Blutalkoholgehalt von 2,2 Promille dürfte tatsächlich noch wesentlich höher gelegen haben, da Eigendorf noch auf dem Weg ins Krankenhaus Infusionen erhalten hatte. Dies stand mehreren Zeugenaussagen entgegen, nach denen Eigendorf am Unfallabend weitaus weniger getrunken habe. Auch Eigendorfs Witwe bestreitet die Darstellung, Eigendorf habe derart viel Alkohol getrunken.
Befürworter einer Mordtheorie, wie der Schriftsteller und Dokumentarautor Heribert Schwan, sehen hierin ein Indiz dafür, dass Eigendorf zunächst entführt, mit Alkoholspritzen behandelt und anschließend auf kurvenreicher Strecke geblendet worden sei. Der für den damaligen Fall Eigendorf zuständige Staatsanwalt Hans-Jürgen Grasemann sieht dagegen auch Argumente, die dieser These widersprechen, und verweist in diesem Zusammenhang auf die Aussagen ehemaliger Mitspieler, dass Eigendorf in der Vergangenheit wiederholt durch übermäßigen Alkoholkonsum aufgefallen sei und noch am Tag des Unfalls deshalb vom Trainer ermahnt worden war. Der zu DDR-Zeiten beim Neuen Deutschland als Sportjournalist und als IM für das MfS arbeitende Klaus Huhn widerspricht allen Mordtheorien – insbesondere der von Heribert Schwan – in einem 2011 erschienenen Buch und bezeichnet sie als Propaganda.
In Unterlagen der MfS-Hauptabteilung XXII fand sich eine Notiz zu „Personengefährdungen“, in denen Eigendorf im Zusammenhang mit „Verblitzen“ (Blenden), „Unfallstatistiken“, „Ohnmacht“ und „Narkosemitteln“ erwähnt wird. Zudem erhielten mit seiner Überwachung beauftragte MfS-Mitarbeiter am Todestag Eigendorfs eine Sonderprämie vom MfS. Letztendlich wurden entsprechende Vermutungen für eine Verstrickung des DDR-Geheimdienstes nicht weiter substantiiert, es kann jedoch nicht ausgeschlossen werden, dass zumindest ein Anschlag auf Eigendorf geplant war oder das MfS zur Machtdemonstration durch gezielte Desinformation eine Täterschaft am Unfall vortäuschen wollte. 2004 wurde das nach der Wiedervereinigung von der Staatsanwaltschaft Berlin aufgenommene Ermittlungsverfahren zum möglichen Mord an Lutz Eigendorf eingestellt.
Am 9. Februar 2010 sagte der ehemalige IM Karl-Heinz Felgner alias „Klaus Schlosser“ aus, dass er von der Stasi einen offiziellen Mordauftrag für Eigendorf erhalten, aber nicht ausgeführt habe. Experten halten die Aussagen des mehrfach vorbestraften und rechtskräftig verurteilten Felgner jedoch für unglaubhaft, auch was dessen kolportiertes Vertrauensverhältnis zu Eigendorf betraf. Die MfS-Akten der Jahre 1980 bis 1983 zu Felgners Person gelten als verschwunden. Anfang 2011 lehnte die Staatsanwaltschaft eine Wiederaufnahme des Verfahrens ab, da sie keine objektiven Hinweise auf ein Fremdverschulden sah und Hinweise auf einen möglichen Auftragsmord nicht konkretisiert werden konnten.

## Film
- „Tod dem Verräter“, WDR-Dokumentation von Heribert Schwan, März 2000.
- „Im Netz der Stasi – Sonderauftrag Mord“, ZDF-Dokumentation von Heribert Schwan, September 2010